# تارماکوندو
تارماکوندو (به لاتین: Tharmakundu) یک منطقهٔ مسکونی در سری‌لانکا است که در استان شمالی (سری‌لانکا) واقع شده‌است.